# 国際福音キリスト教会
国際福音キリスト教会は、1986年3月に東京都府中市で、長老教の韓国人宣教師である卞在昌（ビュン・ジェーチャン）を中心に創立された教団グループ。つくば、高田馬場、多摩、八王子（旧府中）、シドニーなどにチャペルを開拓した。在外日本人の伝道に努め、教会は一時期信徒数500人にまで成長した。アガペーつくばチャペルのある筑波研究学園都市には土地を購入して、学生伝道を行った。
小牧者訓練会、十二使徒共同体神学校などを通じた超教派の宣教活動により、日本のキリスト教のリバイバルに務めた。
2009年10月には元信者の女性ら4人に性的自己決定権の侵害で卞と教会が訴えられている。
2010年1月28日に、創設者の卞在昌は準強姦罪で逮捕された。国際福音キリスト教会側は反発。
2010年2月17日水戸地検土浦支部は卞宣教師を起訴した。2011年5月20日無罪判決。2011年6月3日 検察は控訴せず、無罪確定。
なお、国際福音キリスト教会は宗教法人を取得しておらず、宗教法人登記の名義は「宗教法人小牧者訓練会」である。